# 이온화 상수
화학에서 해리 상수(dissociation constant) 또는 이온화 상수(ionization constant)는 이온화 반응의 평형 상수로서 기호 {\displaystyle K_{d}}로 나타낸다.
{\displaystyle \mathrm {A} _{x}\mathrm {B} _{y}\Longleftrightarrow \ x\mathrm {A} ^{+}+y\mathrm {B} ^{-}}
위 반응에서 전해질 AB가 수용액 속에서 평형을 이뤘을 때, 각 물질의 농도를 {\displaystyle [\mathrm {A} _{x}\mathrm {B} _{y}],[\mathrm {A} ^{+}],[\mathrm {B} ^{-}]}라고 하면, 이 반응의 이온화 상수는
{\displaystyle K_{d}={[\mathrm {A} ^{+}]^{x}\cdot [\mathrm {B} ^{-}]^{y} \over [\mathrm {A} _{x}\mathrm {B} _{y}]}}
이 된다.
{\displaystyle K_{d}}값은 그냥 쓰기엔 너무 작은 수이므로 보통은 역로그 값을 취해 사용하고 {\displaystyle \mathrm {p} K_{d}}로 표시한다.
{\displaystyle \mathrm {p} K_{d}=-\log K_{d}}

## 산 해리상수
반응물에서 해리되는 정도인 평형상수 값으로 산이나 염기의 세기를 측정할 수 있다. 산이온화상수라고도 한다. 산해리상수 값이 클수록 이온화가 잘 되는 것이므로 센산이다. 이온화가 여러 단계로 일어나는 경우에는 각 단계마다 산해리상수를 나타낼 수 있다.
아레니우스 산-염기 개념을 적용하면 {\displaystyle K_{\mathrm {H^{+}} }}, {\displaystyle K_{\mathrm {OH^{-}} }}으로 산, 염기 세기를 나타낼 수 있다. 하지만 아레니우스의 개념보다 브뢴스테르-로우리 산-염기 개념이나 루이스 산-염기 개념을 적용하면 보다 넓은 범위에서 설명을 할 수 있기 때문에 {\displaystyle K_{\mathrm {H^{+}} }}를 주로 산-염기 세기의 척도로 사용한다.
산의 탈수소화(deprotonation) 반응에 있어 반응상수 K는 산 해리상수(acid dissociation constant)인 {\displaystyle K_{a}}이다.
- 일반 반응식: {\displaystyle \mathrm {H} _{x}\mathrm {B} \Longleftrightarrow \ x\mathrm {H} ^{+}+\mathrm {B} ^{-}}
- 산 해리상수: {\displaystyle K_{a}={[\mathrm {H} ^{+}]^{x}\cdot [\mathrm {B} ^{-}] \over [\mathrm {H} _{x}\mathrm {B} ]}}

- 염기의 이온화 상수,({\displaystyle K_{b}} (base ionization constant))

{\displaystyle K_{b}=\mathrm {[BH^{+}]\cdot [OH^{-}] \over [B]} }
예를 들어, 암모니아가 물에 녹을 때 평형 상수는 다음과 같다.

NH3 + H2O → NH4+ + OH-

{\displaystyle K=\mathrm {[NH^{4+}]\cdot [OH^{-}] \over [NH^{3}]\cdot [H_{2}O]} }
물의 전체농도와 비교해보면 이 반응에 의해서 소모된 물 분자의 수는 매우 작기 때문에 [H2O]는 상수로 간주한다.

따라서 이 이온화 반응의 평형 상수인 염기 이온화 상수는 다음과 같다.

{\displaystyle K_{b}=K[H_{2}O]=\mathrm {[NH^{4+}]\cdot [OH^{-}] \over [NH^{3}]} =1.8*10^{-5}}
| 물의 온도 | Kd/10-14 | pKd   |
| --------- | -------- | ----- |
| 0 °C      | 0.1      | 14.92 |
| 10 °C     | 0.3      | 14.52 |
| 18 °C     | 0.7      | 14.16 |
| 25 °C     | 1.2      | 13.92 |
| 30 °C     | 1.8      | 13.75 |
| 50 °C     | 8.0      | 13.10 |
| 60 °C     | 12.6     | 12.90 |
| 70 °C     | 21.2     | 12.67 |
| 80 °C     | 35       | 12.46 |
| 90 °C     | 53       | 12.28 |
| 100 °C    | 73       | 12.14 |

- 물의 이온화 상수({\displaystyle K_{d}})는 {\displaystyle K_{w}}(water dissociation constant)로 나타낸다.

{\displaystyle K_{w}=\mathrm {[H^{+}]\cdot [OH^{-}] \over [H_{2}O]} }
순수한 물이 자동 이온화하여 평형 상태를 이룰 때 이온 농도의 곱

물의 이온화 상수({\displaystyle K_{w}})는 온도가 높을수록 커짐→물의 이온화 과정은 흡열 반응이기 때문

25 °C에서 Kw=[H3O+] [OH-]=1.0×10-14 이므로, 25°C의 순수한 물에서 [H3O+]=[OH-]=1.0×10-7M 로 일정하다.

- 해리상수는 황산이나 인산과 같은 강한 산에서는 값이 크지만 아세트산과 같은 약산에서는 값이 작다. 분자가 수소이온(양성자)을 내어놓는 수만큼 해리상수 값의 개수가 정해진다. 일차산(e.g. 아세트산이나 암모늄이온)은 1개, 이차산(탄산, 중탄산, 글리신)은 2개, 3차산(e.g. 인산)은 3개의 산 해리상수값을 가진다. 여러 개의 pK 값을 가지는 경우 pK1, pK2, pK3등과 같이 산해리상수 색인에 표시된다. 예를 들어, 다양성자산인 인산(H3PO4)의 산 해리 상수는 각각

Ka1 = 7.5×10^(-3), Ka2 = 6.2×10^(-8), Ka3 = 4.8×10^(-13)이다.

또, 아미노산의 경우 pK1값은 카복실기(carboxyl, -COOH) 기에 의한 것이고, pK2는 아미노 (-NH3) 기에 의한 것이며, pK3는 다른 작용기에 의한 pK 값이다.
{\displaystyle {\begin{array}{|l|l|l|}{\mbox{reaction formation}}&{\mbox{acid dissociation constant}}&{\mbox{logged}}\\\hline \mathrm {H_{3}B\Longleftrightarrow \ H^{+}+H_{2}B^{-}} &K_{1}=\mathrm {[H^{+}]\cdot [H_{2}B^{-}] \over [H_{3}B]} &\mathrm {p} K_{1}=-\log K_{1}\\\mathrm {H_{2}B^{-}\Longleftrightarrow \ H^{+}+HB^{-2}} &K_{2}=\mathrm {[H^{+}]\cdot [HB^{-2}] \over [H_{2}B^{-}]} &\mathrm {p} K_{2}=-\log K_{2}\\\mathrm {HB^{-2}\Longleftrightarrow \ H^{+}+B^{-3}} &K_{3}=\mathrm {[H^{+}]\cdot [B^{-3}] \over [HB^{-2}]} &\mathrm {p} K_{3}=-\log K_{3}\end{array}}}
| 약산                  | 이온화 상수(Ka) | 짝염기   | 이온화 상수(Kb) |
| --------------------- | --------------- | -------- | --------------- |
| 플루오린화 수소산(HF) | 7.1×10⁻⁴        | F-       | 1.4×10⁻¹¹       |
| 아질산(HNO2)          | 4.5×10⁻⁴        | NO2-     | 2.2×10⁻¹¹       |
| 아스피린(C9H8O4)      | 3.0×10⁻⁴        | C9H7O4-  | 3.3×10⁻¹¹       |
| 폼산(HCOOH)           | 1.7×10⁻⁴        | HCOO-    | 5.9×10⁻¹¹       |
| 아스코브산(C6H8O6)    | 8.0×10⁻⁵        | C6H7O6-  | 1.3×10⁻¹⁰       |
| 벤조산(C7H6O2)        | 6.5×10⁻⁵        | C6H5COO- | 1.5×10⁻¹⁰       |
| 아세트산(C2H4O2)      | 1.8×10⁻⁵        | CH3COO-  | 5.6×10⁻¹⁰       |

| 약염기            | 이온화 상수(Kb) | 짝산       | 이온화 상수(Ka) |
| ----------------- | --------------- | ---------- | --------------- |
| 에틸아민(C2H7N)   | 5.6×10⁻⁴        | C2H5N+H3   | 1.8×10⁻¹¹       |
| 메틸아민(CH5N)    | 4.4×10⁻⁴        | CH3N+H3    | 2.3×10⁻¹¹       |
| 암모니아(NH3)     | 1.8×10⁻⁵        | NH4+       | 5.6×10⁻¹⁰       |
| 피리딘(C5H5N)     | 1.7×10⁻⁹        | C5H5N+H    | 5.9×10⁻⁶        |
| 아닐린(C6H7N)     | 3.8×10⁻¹⁰       | C6H5N+H3   | 2.6×10⁻⁵        |
| 카페인(C8H10N4O2) | 5.3×10⁻¹⁴       | C8H11N4+O2 | 0.19            |
| 요소((NH2)2CO)    | 1.5×10⁻¹⁴       | H2NCON+H3  | 0.67            |

## 같이 보기
- 산 (화학)
- 평형 상수
- 경쟁적 저해
- 수소 이온 농도 지수